# Міцний мужик
«Міцний мужик» — радянський телефільм 1991 року, знятий за оповіданнями Василя Шукшина. В основу сюжету фільму лягли оповідання «Міцний мужик», «Сураз» і «Вірую» (головна сюжетна лінія взята з оповідання «Сураз»).

## Сюжет
Спиридон (або просто Спирька), сільський мужик, працює шофером. Спиридон працьовитий і будь-яка з жінок мріяла б бачити його своїм чоловіком. Але життя розпоряджається по-іншому. Одного разу Спиридон підвозить з залізничної станції вчительку, що приїхала в село у відпустку, і її чоловіка, теж вчителя. Спиридон закохується у вчительку і намагається почати з нею стосунки. Ревнивий чоловік хоче помститися Спиридону і б'є його. Спиридон не може витримати образи і вирішує вбити чоловіка коханої. Але вона просить Спиридона не робити цього. Тепер Спиридон в роздумах — що ж йому робити. З одного боку, у нього є бажання вбити чоловіка вчительки, а з іншого — він відчуває сором за свій вчинок і думає про те, щоб закінчити своє життя. У підсумку все завершується трагічно — Спиридон вбиває себе.

## У ролях
- Ігор Бочкін —  Спиридон Расторгуєв, шофер
- Валерій Доронін —  Сергій, чоловік Ірини
- Анна Тихонова —  Ірина, вчителька
- Віктор Степанов —  піп
- Віктор Сухоруков —  бригадир Шуригін
- Сергій Селін —  Максим
- Ірина Максимова —  мати Спиридона
- Тетяна Іванова —  Нюрка
- Валерій Кухарешин —  сільський учитель
- Юрій Агейкин —  Ілля
- Тамара Парвицька —  продавчиня
- Михайло Храбров —  Прокудін
- Ніна Храброва —  Прокудіна
- Олена Соловйова —  Вєрка
- Михайло Кузнецов —  епізод
- Володимир Залигін —  епізод

## Знімальна група
- Автор сценарію: Валерій Смирнов
- Режисер: Валерій Смирнов
- Оператор: М. Донсков
- Художник-постановник: А. Євграфов
- Художниця по костюмах: В. Мариніна
- Композитор: Юрій Сімакін